# Kabinett Tõnisson IV

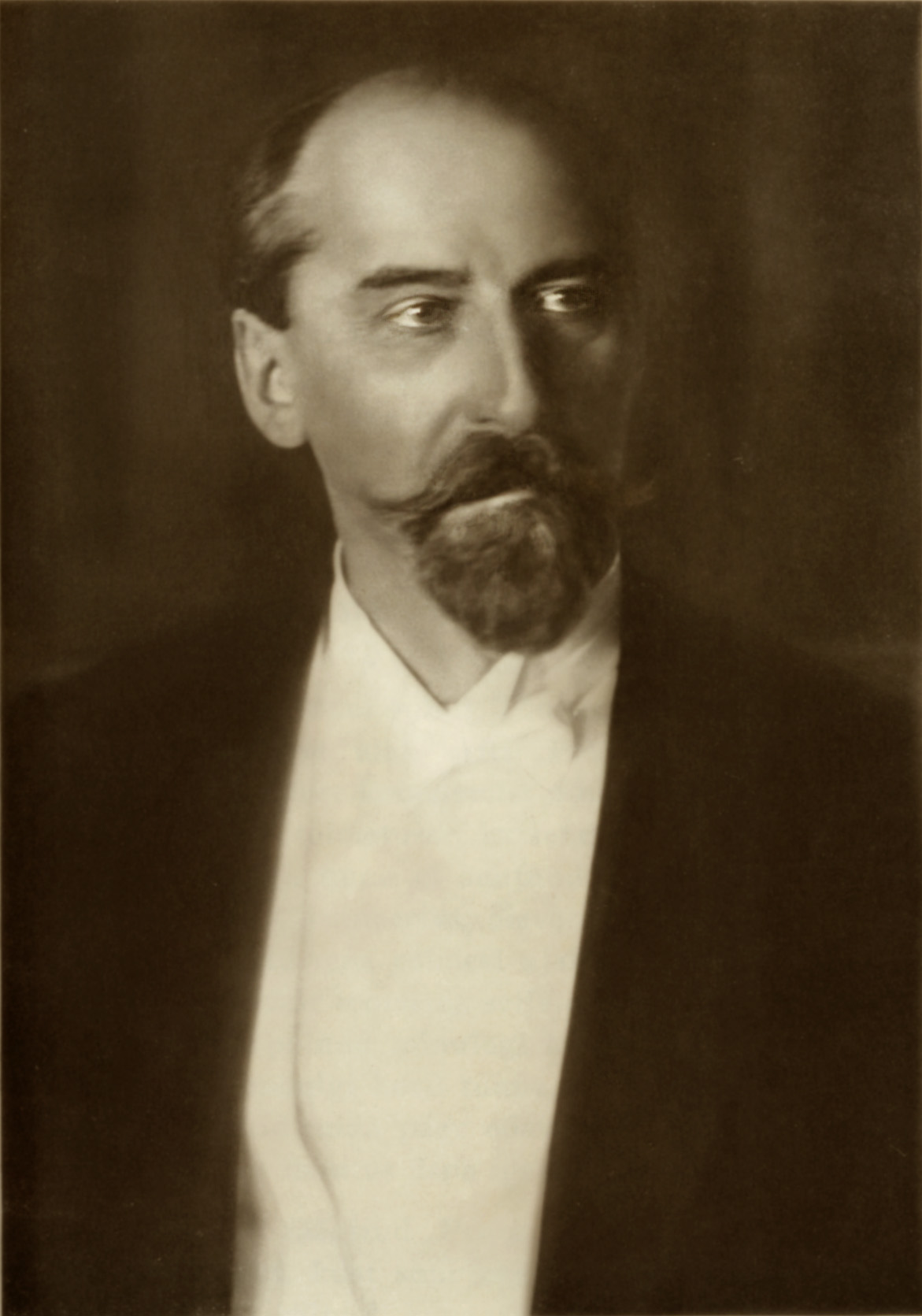
Jaan Tõnisson, hier in einer Aufnahme von 1928

Regierung der Republik Estland unter dem Staatsältesten Jaan Tõnisson (Kabinett Tõnisson IV). Amtszeit: 18. Mai 1933 bis 21. Oktober 1933.

## Regierung
Die Regierung Tõnisson war nach offizieller Zählung die 24. Regierung der Republik Estland seit Ausrufung der staatlichen Unabhängigkeit 1918. Sie blieb 157 Tage im Amt.
Die Zwei-Parteien-Koalition bestand aus
- Rahvuslik Keskerakond (Nationale Zentrumspartei, RKE)
- Asunikud, riigirentnikud ja väikepõllupidajad (Partei der „Siedler, Staatspächter und Kleinbauern“, ARV)

## Regierungs- und Staatskrise

### Lösungsvorschläge gegen die Staatskrise
Im Jahr 1933 befand sich Estland in einer tiefgreifenden politischen Krise. Am 26. April 1933 musste die kurzlebige Regierung Päts zurücktreten. Wegen Meinungsverschiedenheiten in der Wirtschaftspolitik hatte die Nationale Zentrumspartei ihre Minister aus dem Kabinett zurückzogen. Am 18. Mai gelang es dem Führer der Nationalen Zentrumspartei, Jaan Tõnisson, eine neue Regierung zustande zu bringen.
Tõnisson befürwortete wie zahlreiche andere demokratische Politiker den Umbau des politischen Systems von einer parlamentarischen und zu einer semi-präsidentiellen Regierungsform.
Die Verfassung von 1920, die die Regierung vom permanenten Vertrauen des Parlaments (Riigikogu) abhängig macht, war einer der wesentlichen Gründe für politische Instabilität und häufigen Wechsel der meist kurzlebigen Kabinette. Tõnisson sprach sich am 1. Juni 1933 entschieden für eine Verfassungsänderung aus. Sie sollte vom Volk in einem Referendum beschlossen werden, das vom 10. bis 12. Juni 1933 stattfand.
Der Verfassungsvorschlag sah die Schaffung des Amts eines Staatspräsidenten vor. Ihm sollte bei Gesetzen ein Vetorecht zustehen. Zu seinen Vollmachten gehörten auch die Auflösung des Parlaments und ein begrenztes Recht, Verordnungen zu erlassen. Seine Amtszeit sollte fünf Jahre betragen.
Die Volksabstimmung scheiterte jedoch am Widerstand vor allem der rechten Kräfte: 67,3 Prozent der Esten stimmten gegen sie. Die Beteiligung lag bei 66,4 Prozent. Zuvor war die Wahlpflicht abgeschafft worden.

### Estland driftet nach rechts
Das Ergebnis des Referendums war unter anderem der Agitation der rechtsnationalen Bewegung des Bunds der Freiheitskämpfer (Eesti Vabadussõjalaste Liit) unter Artur Sirk geschuldet. Er trat für einen autoritären Führerstaat ein. Die im Volksmund sogenannten Vapsid lehnten einen Verfassungkompromiss mit Tõnisson daher strikt ab.
Die Regierung versuchte, der Gefahr von der äußersten Rechten mit autoritären Mitteln zu begegnen. Bereits am 3. Juni hatte die Regierung in Tartu und Umgebung einen fünfmonatigen Ausnahmezustand ausgerufen und die dortigen Organisationen der Vapsid verboten. Am 1. Juli wurde der Ausnahmezustand auf die Land- und Seegrenzen ausgedehnt. Am 11. August verhängte die Regierung den Ausnahmezustand für das gesamte Land. Eine Vorzensur für Presseorgane wurde eingeführt, was auf den erbitterten Widerstand der estnischen Zeitungen stieß.

### Neue Volksabstimmung
Am 4. Oktober änderte das estnische Parlament (Riigikogu) die Gesetze über Wahlen und Volksabstimmungen. Zur Verfassungsänderung war nur mehr eine Mehrheit von mehr als 50 Prozent der abgegebenen Stimmen erforderlich.
Vom 14. bis 16. Oktober 1933 fand eine erneute Volksabstimmung über einen neuen Verfassungsvorschlag statt, der die Exekutive weiter stärken sollte. Die Abstimmung war vom Bund der Freiheitskämpfer auf den Weg gebracht worden. Für den Vorschlag stimmten 72,7 Prozent derjenigen, die ihre Stimme abgaben. Der Vorschlag der Vapsid sah die Einführung eines Präsidentialsystems mit starken Vollmachten für den direkt vom Volk gewählten Staatsältesten (Riigivanem) vor. Ihm sollte ein Ministerpräsident als Regierungschef zur Seite gestellt werden. Der Riigikogu sollte von 100 auf 50 Abgeordnete verkleinert werden, die erheblich weniger Kompetenzen als zuvor erhalten sollten.

### Scheitern der Regierung
Am 17. Oktober reichte Tõnisson aufgrund der Niederlage bei der Volksabstimmung seinen Rücktritt ein. Gleichzeitig gab die Regierung dem Druck der Vapsid nach: am 19. Oktober hob sie den Ausnahmezustand auf (mit Ausnahme der Stadt Tallinn, einiger Grenzgebiete und entlang der Eisenbahnlinien). Die Vorzensur wurde abgeschafft und die Organisationen des Bunds der Freiheitskämpfer wieder zugelassen.

### Übergang zur Diktatur
Am 21. Oktober 1933 bildete Konstantin Päts eine Übergangsregierung. Die neue Verfassung trat am 24. Januar 1934 in Kraft. Hundert Tage nach ihrem Inkrafttreten, das heißt im April 1934, sollten die Wahlen zum Staatsältesten und zum Parlament stattfinden. Zuvor, am 12. März 1934, riss jedoch Staats- und Regierungschef Päts durch einen unblutigen Putsch die Macht an sich und errichtete eine semi-autoritäre Diktatur. Er wollte damit den sicher geglaubten Sieg der quasi-faschistischen Vapsid bei den anstehenden Wahlen verhindern.

## Kabinett
| Ressort                     | Name                          | Amtszeit                | Partei    |
| --------------------------- | ----------------------------- | ----------------------- | --------- |
| Staatsältester              | Jaan Tõnisson                 | 18.05.1933 – 21.10.1933 | RKE       |
| Außenminister               | Ants Piip                     | 18.05.1933 – 21.10.1933 | RKE       |
| Innen- und Gerichtsminister | Vladimir Rooberg              | 18.05.1933 – 03.10.1933 | ARV       |
| Innen- und Gerichtsminister | Ernst Heinrich Ein            | 04.10.1933 – 21.10.1933 | parteilos |
| Landwirtschaftsminister     | Johannes-Friedrich Zimmermann | 18.05.1933 – 21.10.1933 | ARV       |
| Bildungsminister            | Konstantin Konik              | 18.05.1933 – 21.10.1933 | RKE       |
| Sozialminister              | Konstantin Konik              | 18.05.1933 – 21.10.1933 | RKE       |
| Wirtschaftsminister         | Peeter Kurvits                | 18.05.1933 – 21.10.1933 | parteilos |
| Verteidigungsminister       | August Kerem                  | 18.05.1933 – 21.10.1933 | RKE       |
| Verkehrsminister            | Oskar Köster                  | 18.05.1933 – 21.10.1933 | ARV       |